# Greg Houla
Greg Sullivan Desire Houla (* 19. Juli 1988 in Amiens) ist ein französischer Fußballspieler.

## Karriere
Seinen ersten Vertrag unterschrieb Greg Houla beim damaligen Zweitligisten EA Guingamp in Guingamp. Er wurde aber nur sechs Mal in der zweiten Mannschaft eingesetzt. 2008 wechselte er zum Amateurligisten Rapid de Menton nach Menton. Nach zwei Einsätzen wechselte er 2009 nach Saint-Brieuc zu Stade Saint-Brieuc, ebenfalls einen Amateurverein. Im gleichen Jahr wechselte Greg zu La Vitréenne FC, ebenfalls ein Verein, der in der Championnat de France Amateur spielte und in Vitré (Ille-et-Vilaine) beheimatet ist. Über Luçon VF 2011 und Chamois Niort 2013 zog es ihn 2015 nach Griechenland auf die Insel Kreta. Hier unterschrieb er einen Vertrag beim in der Super League spielenden Ergotelis. Nach 13 Spielen ging er im gleichen Jahr wieder in seine Heimat und schloss dich dem Zweitligisten US Orléans an. Über VF Les Herbiers und US Créteil wechselte er 2018 nach Asien, wo er einen Vertrag in Thailand bei Air Force Central FC unterschrieb. Air Force spielte in der ersten Liga, der Thai League und ist in der Hauptstadt Bangkok beheimatet. Nachdem Air Force abgestiegen war, unterzeichnete er einen Vertrag beim Ligakonkurrenten Police Tero FC, ebenfalls ein Verein aus Bangkok und ein Absteiger aus der Thai League. Mit Police Tero schloss er die Saison 2019 als Vizemeister der Thai League 2 ab und stieg somit in die Erste Liga auf. Für Police absolvierte er 2020 zwölf Erstligaspiele. Anfang Januar 2021 wechselte er zum thailändischen Zweitligisten Nongbua Pitchaya FC nach Nong Bua Lamphu. Im März 2021 feierte er mit Nongbua die Zweitligameisterschaft und den Aufstieg in die erste Liga. Nach dem Aufstieg wurde sein Vertrag nicht verlängert. Zur Rückrunde 2021/22 schloss er sich im Dezember 2021 dem Zweitligisten Kasetsart FC an. Hier stand er bis Saisonende unter Vertrag und absolvierte 13 Zweitligaspiele. Im Sommer 2022 wechselte er nach Udon Thani, wo er einen Vertrag beim Ligarivalen Udon Thani FC unterschrieb. Für Udon bestritt er 14 Zweitligaspiele. Nach der Hinrunde 2022/23 wurde sein Vertrag im Dezember 2022 nicht verlängert. Im Januar 2023 nahm ihn der ebenfalls in der zweiten Liga spielende Chainat Hornbill FC unter Vertrag. In der Rückrunde bestritt er zwölf Zweitligaspiele für den Klub aus Chainat. Zu Beginn der Saison 2023/24 wechselte er zum Erstligaabsteiger Nakhon Ratchasima FC. Am Ende der Saison 2023/24 feierte er mit dem Verein aus Nakhon Ratchasima die Meisterschaft der zweiten Liga sowie den direkten Wiederaufstieg in die erste Liga. Nach dem Aufstieg wurde sein Vertrag um ein weiteres Jahr verlängert. Nach zwei Spielzeiten, in denen er für Korat 59 Ligaspiele bestritt, wurde sein Vertrag im Sommer 2025 nicht verlängert. Im Juni 2025 nahm ihn der Erstligaaufsteiger Chonburi FC aus Chonburi unter Vertrag.

## Erfolge
Police Tero FC
- Thailändischer Zweitligavizemeister: 2019  ▲

Nongbua Pitchaya FC
- Thailändischer Zweitligameister: 2020/21  ▲

Nakhon Ratchasima FC
- Thailändischer Zweitligameister: 2023/24  ▲